# Фос-ду-Риу-Итажаи

Фос-ду-Риу-Итажаи на карте.

Итажаи или Фос-ду-Риу-Итажаи (порт. Região Metropolitana da Foz do Rio Itajaí)  —  крупная городская агломерация в Бразилии. Центр — город Итажаи в штате Санта-Катарина. 

## Население
Численность населения агломерации составляет 390 990 человек на 2006 год, 515 756 человек на 2013 год и 608 177 человек на 2014 год.  Занимает площадь 720,5 км² (с прилегающими — 1005,8 км²). Плотность населения — 690,7 чел./км²  (с прилегающими — 604,7 чел./км²).

## Состав
В состав агломерации входит 9 муниципалитетов, 5 из которых составляют её ядро —  города Итажаи, Балнеариу-Камбориу, Навегантис, Камбориу и Пенья (497 658 человек на 2014 год). К зоне комплексного развития агломерации относятся 4 муниципалитета: Бомбиньяс, Итапема, Балнеариу-Писаррас, Порту-Белу (с ними — 608 177 человек на 2014 год).
Муниципалитеты-города
| муниципалитет      | население (2014; чел.) |
| ------------------ | ---------------------- |
| Итажаи             | 201 557                |
| Балнеариу-Камбориу | 124 557                |
| Камбориу           | 72 261                 |
| Навегантис         | 70 565                 |
| Пенья              | 28 718                 |
| всего              | 497 658                |

Окрестные муниципалитеты комплексного развития агломерации
| муниципалитет      | население (2014; чел.) |
| ------------------ | ---------------------- |
| Бомбиньяс          | 16 897                 |
| Итапема            | 55 016                 |
| Балнеариу-Писаррас | 19 976                 |
| Порту-Белу         | 18 630                 |
| всего              | 110 519                |
| ИТОГО              | 608 177                |

## Статистика
- Индекс развития человеческого потенциала на 2000 составляет 0,812 (данные: Программа развития ООН).